# Derdiyoklar
Derdiyoklar, oder auch Derdiyoklar ikilisi genannt, ist eine seit 1974 existierende türkische Folkgruppe, die dadurch bekannt wurde, dass sie ihre mehrstimmig vorgetragenen alevitischen Deyiş und ironischen Lieder mit Elektrosaz und Schlagzeug begleitete. Sie wird als wichtige Gruppe früher migrantischer Subkultur in Deutschland angesehen.

## Geschichte
Das bis 1986 aus den Gründern Ali Ekber Aydoğan (Elektrosaz - Gitarre und Gesang) und İhsan Güvercin (Davul und Gesang) bestehende Duo wurde auch in der Türkei bekannt, lebte aber seit Bestehen in Deutschland und hatte in den 1980er Jahren die größten Verkaufserfolge auf dem deutsch-türkischen Schallplatten- und Kassettenmarkt. Aydoğan und Göğercin traten mehrfach in türkischsprachigen Unterhaltungssendungen auf. Berühmt wurden sie in den 80er Jahren unter der türkischen Bevölkerung in Deutschland durch ihre theatralischen Bühnenshows, insbesondere durch Songs gegen Ausländerfeindlichkeit in Deutschland mit Titeln wie Liebe Gabi oder Hop Hop Dazlaklar, sowie durch ihre ironische Selbstinszenierung bei Liveauftritten. Ihr Stil war eine ungewöhnliche Mixtur aus Disco, Folk, Krautrock, Psychedelia und türkischer Tradition.
Derdiyoklar veröffentlichten mehr als ein Dutzend Alben, dabei zuletzt in wechselnder Besetzung. Nach dem Ausscheiden Güvercins machte Aydoğan als Derdiyok Ali zusammen mit dem neuen Schlagzeuger Mehmet Taniş weiter. Güvercin spielte in der Gruppe Güvercinler Ikilisi als Schlagzeuger und begann eine Zusammenarbeit mit seinem Neffen Yusuf Güvercin, aus der nur ein Album entstand. Im Jahre 1994 trennten sich auch deren musikalische Wege und Yusuf Güvercin ging den Weg mit Güvercins Sohn Zekai Güvercin weiter. Mehmet Tanis trennte sich Ende 1999 von Aydogan und lebte in Karlsdorf (Baden-Württemberg).

Aydoğan lebte in Nürnberg, Güvercin in Antalya. Nach der Trennung traten sie noch einmal am 11. Januar 2001 in Erlensee bei Hanau spontan zusammen auf. Nach ein paar gescheiterten Versuchen trennten sich beide wieder. 
Oktober 2008 traten Aydogan und Mehmet Tanis gemeinsam als Duo im Babylon in Istanbul auf. 
Ali Ekber Aydogan starb am 14. Mai 2021 in Nürnberg an einem Herzinfarkt und wurde in seinem Heimatort Malatya-Fethiye beerdigt. Sein Tod stürzte Fans in ganz Europa in tiefe Trauer. Derdiyoklar Ikilisi sind bis heute die unumstrittenen Pioniere der türkischen Hochzeitsmusik in Europa.

## Diskografie (Auswahl)
- 1979: Şu Dünyanın Halkı, Türküola
- 1980: Disco Folk, Türküola
- 1981: Yaşayın Hayvanlar, Türküola
- 1983: Arif Dogup Arif Ölen Türküola
- 1984: Disko Folk 5 Yasinda, Türküola
- 1985: Coban Mamos, Türküola
- 1986: Oyun Havalari ve Halaylar, Türküola
- 1987: Özlenen, Türküola
- 1988: Öküz Çağı, Türküola
- 1990: Hop Hop Dazlaklar, Türküola
- 1992: Türkülerle Gömün Beni, Türküola
- 1995: Yolculuk Nereye, Türküola
- 1999: Adak, Duygu Müzik
- 2001: Bağışla Beni, Akbaş Muzik
- 2005: Öl Ki Meşhur Olasın Sen, Özdemir Müzik